# Little Joe 5A
Little Joe 5A byl testovací let rakety Little Joe, za účelem ověření funkčnosti únikového systému kosmické lodi Mercury. Použitý modul již nebyl maketa, ale sériový kus.

## Průběh letu
Modul byl vynesen na suborbitální balistickou trajektorii s apogeem 12,4 kilometrů a do vzdálenosti 29 kilometrů. Maximální dosažená rychlost byla 2869 km/h, zrychlení dosáhlo 78 m/s² (8 g). Hmotnost makety lodi byla 1141 kg. Konfigurace motorů rakety Little Joe byla: 4x pomocný motor Recruit a 4x hlavní motor Polux. Test dopadl stejně jako předchozí test Little Joe 5 a musel být opakován. Modul Mercury z testu LJ5A je nyní vystaven ve Virginia Air and Space Center, Hampton, Virginie.

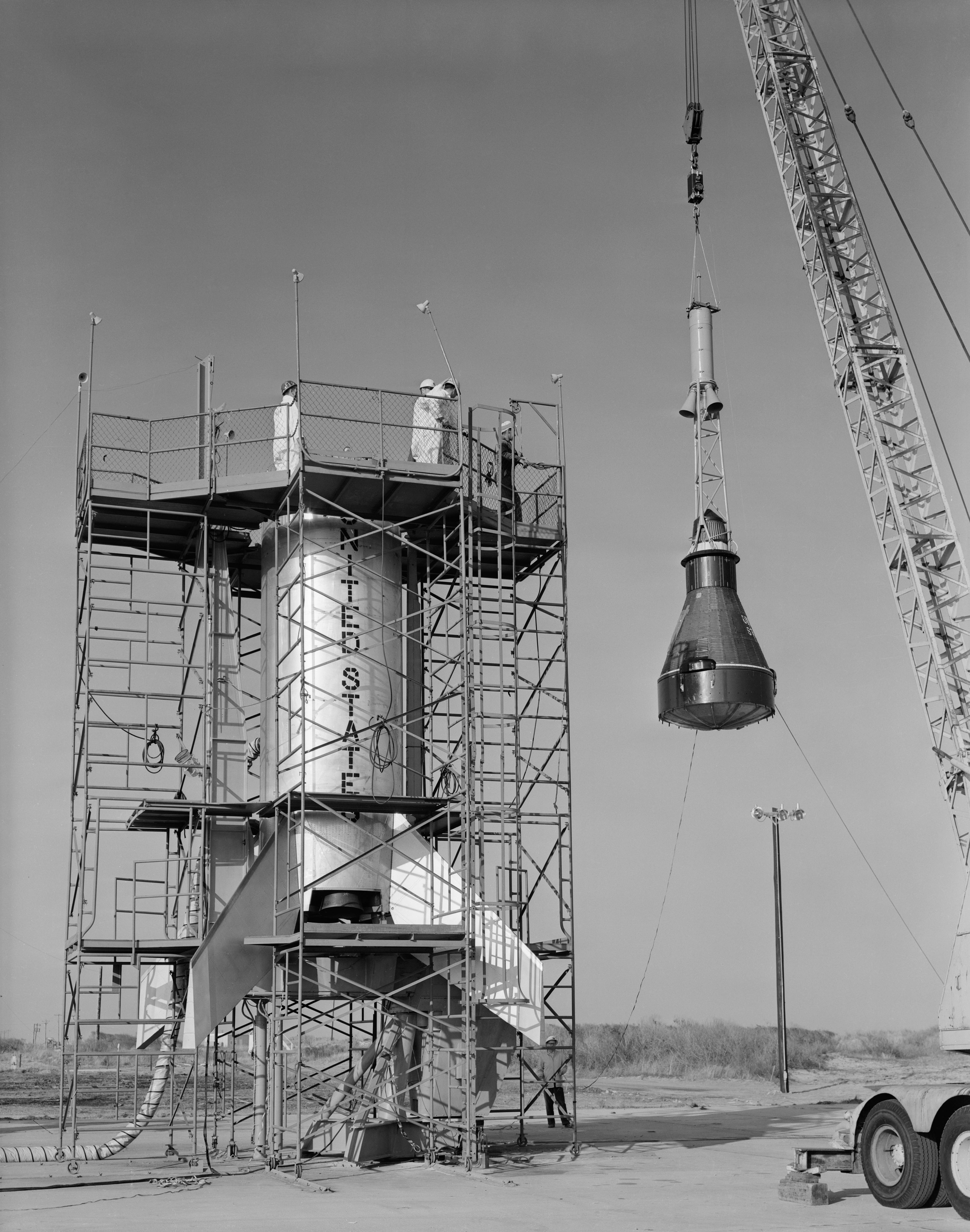
Příprava Little Joe 5A před startem